# A Step into Light
| Recensione     | Giudizio |
| -------------- | -------- |
| All About Jazz |          |
| All About Jazz |          |
| Sk.jazz        |          |
| Jazzport       |          |
| Jazzrytmit     | /        |
| Jazz Hot       | /        |

A Step Into Light è il secondo album discografico del MUH Trio (Roberto Magris / František Uhlíř / Jaromir Helešic Trio), registrato nella Rep. Ceca e pubblicato dalla discografica JMood di Kansas City nel 2020.

## Tracce
1. A Step into Light – 8:42 (Roberto Magris)
2. The Meaning of the Blues – 8:24 (Worth/Troup)
3. What is this Thing Called Love – 6:29 (Cole Porter)
4. Waltz for Sonny – 5:59 (František Uhlíř)
5. Continued Light – 6:44 (Roberto Magris)
6. Italy – 6:55 (Roberto Magris)
7. Giulio – 5:56 (František Uhlíř)
8. Lush Life – 8:17 (Billy Strayhorn)
9. Our Blues – 4:40 (Roberto Magris/ František Uhlíř/Jaromir Helešic)
10. Bosa Cosa – 5:06 (František Uhlíř)
11. Here We Are – 6:04 (Roberto Magris)

## Musicisti
- Roberto Magris – pianoforte
- František Uhlíř – contrabbasso
- Jaromir Helešic – batteria